# 로렌 십자

로렌 십자

로렌 십자(프랑스어: Croix De Lorraine)는 십자 문양의 하나이다. 세로 막대에 짧은 가로 막대 둘이 붙은 모양이다. 예전에는 두 가로 막대의 크기가 비슷했으나, 20세기에 들어서는 위쪽 막대를 짧게 그려 대주교 십자와 비슷한 모양이 되었다.

## 프랑스의 상징

자유 프랑스의 국기

로렌 십자는 프랑스 동부 로렌 지방의 상징이다. 원래는 잔 다르크의 상징이다. 1871년에서 1918년 사이에 로렌의 북쪽은 알자스와 함께 독일의 영토에 합병되었다. 이 기간 동안 로렌 십자는 잃어버린 땅을 되찾자는 운동의 상징이 되었다.
제2차 세계 대전 중에는 독일군에 저항한 샤를 드골이 이끄는 자유 프랑스의 국기에 로렌 십자가 사용되었다.

## 그 밖의 용도
슬로바키아의 국기와 슬로바키아의 문장에도 로렌 십자 문양이 들어 있으며 헝가리의 국가문장에도 이 십자가가 들어 있다.
로렌 십자는 미국 폐 협회의 상징으로, 협회에서 진행하는 크리스마스 실로 친숙하다.
아카데미상 수상작인 《카사블랑카》에서는 라즐로 조직의 로고로 사용되었고 디스토피아 영화 《브이 포 벤데타》에서는 독재 정부 노스파이어의 상징으로 등장한다.

## 같이 보기
- 헝가리의 국장
- 리투아니아의 국장
- 슬로바키아의 국장
- 슬로바키아의 국기
- 자유 프랑스군